# Beekniederung (Landschaftsschutzgebiet)
Koordinaten: 53° 15′ 16″ N, 8° 51′ 30″ O
Die Beekniederung ist ein Landschaftsschutzgebiet in der niedersächsischen Stadt Osterholz-Scharmbeck im Landkreis Osterholz.
Das Landschaftsschutzgebiet ist etwa 46 Hektar groß. Es ist vollständig Bestandteil des EU-Vogelschutzgebietes „Hammeniederung“ und von den folgenden Schutzgebieten umgeben: Landschaftsschutzgebiet „Teufelsmoor“ im Südwesten, Naturschutzgebiet „Moor bei Niedersandhausen“ im Nordwesten sowie Naturschutzgebiet „Teufelsmoor“ im Norden und Osten. Nach Süden grenzt das Landschaftsschutzgebiet, unterbrochen von einer Landesstraße, an das Naturschutzgebiet „Hammeniederung“. Das Gebiet steht seit dem 20. April 2017 unter Schutz. Zuständige untere Naturschutzbehörde ist der Landkreis Osterholz.
Das Landschaftsschutzgebiet liegt nordöstlich von Osterholz-Scharmbeck in der namensgebenden Beekniederung. Es bildet zusammen mit den es umgebenden Schutzgebieten sowie weiteren Natur- und Landschaftsschutzgebieten im Bereich der Hammeniederung und des Teufelsmoors einen Biotopverbund. Das Gebiet wird von weiträumigem, von Gräben durchzogenem Grünland auf Hoch- und Niedermoorböden geprägt. Die überwiegend feuchten Grünländer werden extensiv genutzt.
Das Gebiet sollte ursprünglich Bestandteil des Naturschutzgebietes „Teufelsmoor“ werden. Der die Flächen bewirtschaftende Landwirt hatte sich im Zuge des Verfahrens zur Ausweisung der Schutzgebiete gegen die Ausweisung als Naturschutzgebiet ausgesprochen. So wurde das Gebiet schließlich als Landschaftsschutzgebiet ausgewiesen, ergänzt um besondere Bestimmungen für den Vogelschutz.
Entlang der Gräben sind artenreiche Ufervegetation und Röhrichte zu finden. Die Gräben werden extensiv unterhalten und beherbergen artenreiche Wasservegetation.
Das Schutzgebiet ist im Zusammenhang mit den es umgebenden Natur- und Landschaftsschutzgebieten Lebensraum einer artenreichen Tier- und Pflanzenwelt. Besondere Bedeutung hat das Schutzgebiet für die Avifauna. So kommen hier und in den angrenzenden Bereichen Rohr-, Korn- und Wiesenweihe sowie Sumpfohreule vor. Der Seeadler sucht das Gebiet zur Nahrungssuche auf. Limikolen sind u. a. durch Austernfischer, Kiebitz, Bekassine, Uferschnepfe, Waldschnepfe, Großer Brachvogel, Rot- und Grünschenkel sowie verschiedene Wasser- und Strandläufer und Regenpfeifer vertreten. Ferner sind Wachtelkönig, Wachtel und Rebhuhn heimisch. Taucher und Säger sind durch Haubentaucher, Zwergtaucher, Rothalstaucher, Zwergsäger und Gänsesäger, Entenvögel durch verschiedene Enten, darunter Brandgans, Pfeifente, Schnatterente, Krickente, Spießente, Knäkente, Löffelente, Tafelente, Reiherente und Schellente, Gänse, darunter Graugans, Blässgans, Waldsaatgans, Kanadagans und Weißwangengans sowie Schwäne wie Höckerschwan, Singschwan und Zwergschwan vertreten. Singvögel sind u. a. durch Feldlerche, Schafstelze, Braun-, Blau- und Schwarzkehlchen, Schilfrohrsänger, Teichrohrsänger, Gartenrotschwanz, Wiesenpieper, Feldschwirl, Rohrammer und Pirol vertreten. Weiterhin kommen Neuntöter, Raubwürger, Weißstorch, Kranich, Graureiher, Silberreiher und Rohrdommel sowie verschiedene Rallen, Seeschwalben und Möwen vor.